# Friedrich Traun
Friedrich Adolph Traun (29 de marzo de 1876 en Wandsbeck – 11 de julio de 1908 en Hamburgo) fue un atleta y tenista alemán.
Compitió en los Juegos Olímpicos de Atenas 1896. Traun se ubicó tercero en su serie clasificatoria de los 100 metros llanos de atletismo, y no avanzó a la final.
En el torneo individual de tenis, Traun fue derrotado en primera ronda por John Pius Boland del Reino Unido, quien más adelanta ganaría la medalla de oro. En el torneo de dobles, Traun y Boland formaron pareja. Derrotaron a los hermanos griegos Aristidis y Konstantinos Akratopoulos en la primera ronda y estuvieron libre en las semifinales, clasificándose directamente a la final. Allí, derrotaron al par formado por el egipcio Dionysios Kasdaglis y el griego Demetrios Petrokokkinos, ganando así la medalla de oro.
Se crio en una familia acomodada; su padre era el propietario de un negocio de ventas.
Después de su victoria olímpica, emigró a los Estados Unidos, permaneciendo allí por algunos años. Regresó a Alemania y fue encontrado muerto en un hotel de Hamburgo. Se cree que se suicidó, a causa de su aparente bigamia.